# Isisaure
L'isisaure (Isisaurus) és un gènere representat per una única espècie de dinosaure sauròpode titanosauroïdeu, que va viure en el Cretaci superior (fa aproximadament 65 milions d'anys, en el Maastrichtià), en el que avui és l'Índia.
Feia 18 m de llarg, per tant era d'una grandària intermèdia comparada amb els seus parents. L'isisaure posseïa un curt i vertical coll amb llargs membres davanters, fent-ho molt diferent d'altres sauròpodes.

## Espècies
Isisaurus va viure a la zona que pertany actualment a l'Índia durant l'estatge Maastrichtià del període Cretaci. Les seves restes són les més completes entre els dinosaures del Cretaci coneguts d'aquesta regió. Khosla et al. (2003) va enumerar els següents sauròpodes indis: Titanosaurus indicus; T. blanfordi; T. rahiolensis, i Jainosaurus septentrionalis.
Wilson et al. (2009) va enumerar només dos titanosaures indis, Isisaurus i el seu parent llunyà, Jainosaurus. Isisaurus i Jainosaurus vivien en simpatria a la zona de l'Índia mitjana i occidental. També s'han informat fòssils d'Isisaurus al Pakistan occidental.
Altres dinosaures, inclosos els abelisaures Indosuchus, Rahiolisaurus i Rajasaurus, també existien a la Formació Lameta.